# نادیا دیدنکو
نادیا دیدنکو (انگلیسی: Nadiya Didenko؛ زادهٔ ۷ مارس ۱۹۸۶) اهل اتحاد جماهیر شوروی سوسیالیستی است.وی همچنین از اسکی‌بازان نمایشی در بازی‌های المپیک زمستانی ۲۰۰۶ و ۲۰۱۰ بوده‌است.

## زندگی
دیدنکو در ایوانو-فرانکیفسک زاده شد.